# 日中友好议员联盟
日中友好議員聯盟（日语：／)是日本跨党派国会议员联盟。成立于1974年4月，旨在促进日中友好合作。主要由来自自由民主党 (日本)，公明黨，立憲民主黨 (日本2020年)，日本維新會，日本共產黨等五个政党的国会议员组成。

## 歷史
其前身是日中貿易促進議會連盟，成立於1952年，當時日本與中華民國建立外交關係，但與中華人民共和國非邦交國。匯集了尋求日中国交正常化的日本國國會親中成員 於1972年中日聯合聲明簽署，建交後以現名成立。
成立時有自由民主黨、日本社會黨、公明黨、民社黨 (日本)、眾議院俱樂部（日本），以及包括議會無黨派議員在內的400名成員組成的組織。當時的會長是藤山愛一郎。。
與日美議員聯盟、日英議員聯盟、日韓議員聯盟不同，它的特徵是名稱中帶有「友好」二字。與其他國家的議會交流活動不同的是與之交流的中國「議員」是全国人民代表大会的人民代表，而這些人民代是中国共产党一黨專政制度下提名或推薦的，所以他們不是像日本、韓國、歐洲和美國那樣由民眾自由選舉產生的。 
中華人民共和國政府正式承認該議會團體為「中日友好團體」。獲得中華人民共和國政府認可的團體有日中友好議員連盟、日本中國友好協會、 日本国际贸易促进协会、日本中國文化交流協會、日中經濟協會、日中協會、日中友好會館。
據稱，中國政府多年來一直將其作為針對日本的統戰對象，美國政府此前也對此表示需警戒。
美國國防情報局2019年發布的一份報告顯示，中國共產黨和人民解放軍正在操縱日本的輿論和民情趨向有利中國，正在動員「日中友好七團體」，而日中友好議員聯盟就是其中之一。
由於日中邦交受前首相田中角榮的影響甚深，與中國關係密切的自民黨國會議員多出身於星期四俱樂部(田中派)、平成研究會(茂木派)和志帥會，志帥會現任會長是二階俊博。

## 議員聯盟成員

### 聯盟領袖成員

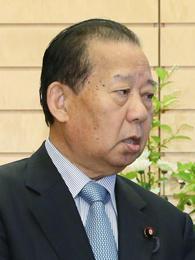
日中友好議員聯盟會長二階俊博

- 會長：森山裕（自由民主党 (日本)/眾議院議員）[4]
- 副會長：岡田克也（立憲民主黨 (日本2020年)/眾議院議員）[5]、海江田万里（立憲民主黨/眾議院議員）[6]、北側一雄（公明党/眾議院議員）[7]、志位和夫（日本共産黨/眾議院議員）[8]、古川元久（国民民主党/眾議院議員）[9]、福島みずほ（社会民主党 (日本)/参議院議員）[9]
- 幹事長：甘利明（自由民主黨/眾議院議員）[10]、近藤昭一（立憲民主党/眾議院議員）[7]
- 事務局長：小渕優子（自由民主党/眾議院議員）[11]
- 事務局次長：小泉龍司（自由民主党/眾議院議員）[12]、浅田均（日本維新の会/参議院議員）[12]、穀田恵二（日本共産党/眾議院議員）[8][13]
- 顧問：山口那津男（公明党/参議院議員）[7]
- 幹事：加藤鮎子（自由民主党/眾議院議員）[9]

### 聯盟成員
自由民主党
- 石井正弘[14]
- 井上信治[15]
- 江渡聡徳[16]
- 鶴保庸介[17]
- 西村康稔[18]
- 平将明[19]
- 野田聖子[20]
- 橋本岳[21]
- 松下新平[22]
- 若宮健嗣[23]
- 森山裕[12]

日本共産党
- 赤嶺政賢[24]
- 井上哲士[25]
- 市田忠義[8]
- 笠井亮[26]
- 小池晃[27]
- 田村智子[28]

公明党
- 浮島とも子[29]
- 佐々木さやか]][30]
- 佐藤英道[31]
- 中野洋昌[32]
- 矢倉克夫[33]
- 山本香苗[6]

立憲民主党
- 伊藤俊輔[34]
- 城井崇[35]
- 辻元清美[36]
- 中谷一馬[37]
- 吉川元[19]

## 昔日成員

### 前聯盟領袖
- 藤山愛一郎（前会長・自由民主党・1976年退出政壇）[3]
- 伊東正義（前会長・自由民主党・1993年退出政壇）[3]
- 林義郎（前会長・自由民主党・2003年退出政壇）[3]
- 高村正彦（前会長・自由民主党・2017年退出政壇）[7]
- 林芳正（前会長・自由民主党・2021年擔任外相後退出[11]）
- 鳩山由紀夫（前副会長・民主党・2012年退出政壇）[38]
- 園田博之（前副会長・自由民主党・2018年逝世）[39]
- 高木義明（前副会長・国民民主党・2017年退出政壇）[39]
- 竹下亘（前幹事長・自由民主党・2021年逝世）[7]
- 江田五月（前顧問・立憲民主党・2016年退出政壇）[39]
- 野田毅（前顧問・自由民主党・2021年落選）[40]

### 前會員
- 後藤田正純（自由民主党・2023年當選德島縣知事就任後退出）[41]
- 左藤章（自由民主党・2021年落選）[42]
- 菅原一秀（日语：菅原一秀）（自由民主党・2021年自行辭任議員）[43]
- 照屋寛徳（社会民主党・2021年退出政壇）[44]
- 西博義（公明党・2012年退出政壇）[6]
- 日吉雄太（立憲民主党・2021年落選）[45]
- 藤野保史（日本共産党・2021年落選）[19]
- 不破哲三（日本共産党・2003年退出政壇）[8]
- 丸山穂高（與大家一起創造黨・2021年退出政壇）[19]
- 三日月大造（無所属・2014年當選滋賀縣知事就任後退出）[46][47]
- 村越祐民（無所属・2012年落選）[6]
- 山花郁夫（立憲民主党・2021年落選）[48]

## 備註
1. ↑  日中友好七團體，指的是日本七個致力於日中友好邦交事業的民間團體，它們分別是：社團法人日中友好協會、日本國際貿易促進協會、日中文化交流協會、日中友好議員聯盟、財團法人日中經濟協會、社團法人日中協會、財團法人日中友好會館。

## 資料來源
1. 1 2  . JBpress古森義久.   [2021-11-18] （日语）.
2. ↑  . BBC News 中文.   [2024-10-29]. （原始内容存档于2025-01-14） （中文（繁體））.
3. 1 2 3 4  . japanese.china.org.cn.   [2019-09-08]. （原始内容存档于2024-11-27）.
4. ↑  . ロイター.   [2023-3-29].
5. ↑  . 眾議院議員 岡田かつや.   [2021-11-18].
6. 1 2 3 4  . 日本共産党 こくた恵二.   [2021-12-1].
7. 1 2 3 4 5  . 中華人民共和国駐日大使館.   [2021-11-18]. （原始内容存档于2022-08-08）.
8. 1 2 3 4  . 日本共産党 志位和夫.   [2021-11-18]. （原始内容存档于2025-01-26）.
9. 1 2 3  日本 中国 ティーンエイジ アンバサダー１０周年記念事業 日中小大使１０周年同窓会 ＆2018 日本 中国 ティーンエイジ アンバサダー 実施報告書
10. ↑  . タウンニュース 政治の村.   [2021-11-18].
11. 1 2  . msn.   [2021-11-18].
12. 1 2 3  産経新聞. . 産経新聞：産経ニュース. 2024-08-28  [2024-08-29]. （原始内容存档于2024-09-26） （日语）.
13. ↑  . www.kokuta-keiji.jp.   [2024-08-31].
14. ↑  . 石井まさひろ事務所.   [2021-11-18]. （原始内容存档于2021-10-31）.
15. ↑  . 井上信治.   [2021-11-18]. （原始内容存档于2022-03-31）.
16. ↑  . 江渡あきのり.   [2021-11-18]. （原始内容存档于2018-08-30）.
17. ↑  . 鶴保庸介ウェブサイト　.   [2016-10-08]. （原始内容存档于2013-04-28）.
18. ↑  . 西村やすとし オフィシャルサイト.   [2021-11-18]. （原始内容存档于2022-06-01）.
19. 1 2 3 4  .   [2022-02-07]. （原始内容存档于2020-02-25）.
20. ↑  .   [2022-02-07]. （原始内容存档于2021-12-01）.
21. ↑  . 橋本がく.   [2021-11-22]. （原始内容存档于2022-03-06）.
22. ↑  . 参議院議員 松下新平.   [2021-11-18]. （原始内容存档于2021-12-16）.
23. ↑  . 若宮けんじ.   [2021-11-21]. （原始内容存档于2021-10-27）.
24. ↑  . 赤嶺政賢.   [2021-11-19]. （原始内容存档于2021-11-19）.
25. ↑  . 井上さとし.   [2021-11-19]. （原始内容存档于2022-02-20）.
26. ↑  . 日本共産党 笠井亮.   [2021-11-19]. （原始内容存档于2022-03-28）.
27. ↑  . しんぶん赤旗.   [2021-11-19]. （原始内容存档于2021-11-19）.
28. ↑  . 日本共産党 田村智子.   [2021-11-19]. （原始内容存档于2021-09-20）.
29. ↑  . 浮島とも子 眾議院議員.   [2021-11-19]. （原始内容存档于2022-03-29）.
30. ↑  . 参議院神奈川県選挙区 公明党 佐々木さやか.   [2021-11-19]. （原始内容存档于2022-03-28）.
31. ↑  . kmplan.net.   [2019-09-08]. （原始内容存档于2021-12-08）.
32. ↑  . 中野ひろまさ 眾議院議員.   [2021-11-19]. （原始内容存档于2021-11-19）.
33. ↑  . 公明党.   [2021-11-19]. （原始内容存档于2021-11-19）.
34. ↑  . 選挙ドットコム.   [2021-11-18]. （原始内容存档于2021-11-18）.
35. ↑  . きいたかし.   [2021-11-22]. （原始内容存档于2022-01-20）.
36. ↑  .   [2021-11-19]. （原始内容存档于2025-05-07）.
37. ↑  . 中谷一馬.   [2021-11-22]. （原始内容存档于2021-11-22）.
38. ↑  . チャイナネット.   [2021-11-22]. （原始内容存档于2025-04-18）.
39. 1 2 3  中華人民共和国外交部 程永華駐日大使,日中友好議員連盟総会に出席
40. ↑  . 野田たけし.   [2021-11-19]. （原始内容存档于2025-04-18）.
41. ↑  . 後藤田正純公式サイト.   [2021-11-18]. （原始内容存档于2021-10-22）.
42. ↑  . kmplan.net.   [2021-11-19]. （原始内容存档于2024-06-22）.
43. ↑  .   [2024-10-29]. （原始内容存档于2025-02-20）.
44. ↑  . テルヤ寛徳.   [2021-12-6].
45. ↑  .   [2021-11-19]. （原始内容存档于2022-06-30）.
46. ↑  .   [2021-11-21].
47. ↑  . Yahoo News. 2023-12-14  [2024-10-29]. （原始内容存档于2024-11-27） （中文（臺灣））.
48. ↑  . 元眾議院議員 山花郁夫.   [2021-12-6].